# Pallacanestro Trapani 1990-1991
Questa voce raccoglie le informazioni riguardanti la Pallacanestro Trapani nelle competizioni ufficiali della stagione 1990-1991.

## Verdetti stagionali
Competizioni nazionali
- Serie A2:

stagione regolare: 8º posto su 16 squadre (13-17);
Play-out: Girone Giallo, 1º posto su 6 squadre (6-4), Promossa in A1;
- Coppa Italia:

eliminazione ai Sedicesimi di finale dalla Scavolini Pesaro;

## Stagione
Sponsorizzata Birra Messina, la società trapanese approda per la prima volta nella seconda serie nazionale, la Serie A2. Sulla panchina del club viene confermato il coach Gianfranco Benvenuti. Classificandosi in 8º posizione al termine della stagione regolare, accede ai successivi play-out promozione inserita nel Girone Giallo, classificandosi al 1º posto e venendo promossa in Serie A1.

## Divise di gioco
Il fornitore ufficiale di materiale tecnico per la stagione 1990-1991 è Kronos.
| Casa | Trasferta | Alternativa | Alternativa |

## Organigramma societario
Area dirigenziale
- Presidente: Vincenzo Garraffa
- Direttore Sportivo: Valentino Renzi
- Dirigente: Francesco Todaro
- Dirigente: Franco Restivo

Area tecnica
- Allenatore: Gianfranco Benvenuti
- Vice allenatore: Giacomo Genovese
- Preparatore atletico: Giovanni Basciano
- Medico sociale: Salvatore De Caro
- Responsabile sett. giovanile: Domenico Ciotta
- Allenatore sett. giovanile: Roberto Carmenati

## Roster
| Birra Messina Trapani 1990-91 | Birra Messina Trapani 1990-91 |
| Giocatori                     | Staff tecnico                 |
| ----------------------------- | ----------------------------- |

| N. | Naz.                   | Ruolo | Nome                   | Anno | Alt.   | Peso   |  |
| -- | ---------------------- | ----- | ---------------------- | ---- | ------ | ------ |  |
| 4  | Stati Uniti (bandiera) | AC    | Reggie Johnson         | 1957 | 210 cm | 93 kg  |  |
| 5  | Stati Uniti (bandiera) | C     | Bobby Lee Hurt         | 1961 | 203 cm | 109 kg |  |
| 6  | Italia (bandiera)      | P     | Manlio Fundarò (U)     | 1972 | 188 cm |        |  |
| 7  | Italia (bandiera)      | A     | Sergio Zucchi          | 1968 | 203 cm |        |  |
| 8  | Italia (bandiera)      | A     | Salvatore Scirè (U)    |      |        |        |  |
| 9  | Italia (bandiera)      | G     | Giuseppe Cassì         | 1963 | 187 cm | 82 kg  |  |
| 10 | Italia (bandiera)      | G     | Fabio Morrone          | 1969 | 202 cm |        |  |
| 11 | Italia (bandiera)      | C     | Claudio Castellazzi    | 1964 | 205 cm |        |  |
| 12 | Italia (bandiera)      | P     | Francesco Mannella (C) | 1960 | 170 cm |        |  |
| 13 | Italia (bandiera)      | G     | Davide Lot             | 1961 | 191 cm |        |  |
| 14 | Italia (bandiera)      | PG    | Mario Piazza           | 1969 | 194 cm | 94 kg  |  |
| 15 | Italia (bandiera)      | C     | Marco Martin           | 1964 | 202 cm |        |  |

| Allenatore                                                                                 |
| - Gianfranco Benvenuti                                                                     |
| Assistente/i                                                                               |
| - Giacomo Genovese Legenda - (C) Capitano - (IN) Inattivo - (U) Under - Infortunato Roster |

## Mercato

### Sessione estiva
| Arrivi | Arrivi         | Arrivi            |
| R      | Nome           | da                |
| ------ | -------------- | ----------------- |
| AC     | Reggie Johnson | Joventut Badalona |
| C      | Bobby Lee Hurt | Tenerife          |

| Partenze | Partenze        | Partenze       |
| R        | Nome            | a              |
| -------- | --------------- | -------------- |
| AC       | Antonio Guzzone | Virtus Bologna |
| C        | Fabio Cecchetti | Svincolato     |

### Operazioni esterne alla sessione
| Arrivi | Arrivi         | Arrivi     |
| R      | Nome           | da         |
| ------ | -------------- | ---------- |
| P      | Manlio Fundarò | Svincolato |

| Partenze | Partenze       | Partenze   |
| R        | Nome           | a          |
| -------- | -------------- | ---------- |
| P        | Manlio Fundarò | Svincolato |

## Risultati

### Campionato

#### Girone di andata
| Arbitro: | Roberto Pasetto (Firenze) |

|                                  |            |                 |
| Hurt 30                          | Punti      | 27 Askew        |
| Castellazzi, Mannella, Morrone 1 | Assist     |                 |
| Hurt 8                           | Rimbalzi   | 16 King         |
| Gianfranco Benvenuti             | Allenatori | Giovanni Piccin |

| Milano 29 settembre 1990 2ª giornata | Aresium    | 98 – 95 (47-51) referto | Pall. Trapani | Mediolanum Forum |
| Williams 30 Punti 24 Johnson Anchisi , Middleton , Williams 2 Assist 2 Morrone Middleton, Polesello 8 Rimbalzi 8 Johnson Luigi Bergamaschi Allenatori Gianfranco Benvenuti |            |                         |               |                  |
| |            |                         |               |                  |
| Williams 30 | Punti      | 24 Johnson              |               |                  |
| Anchisi, Middleton, Williams 2 | Assist     | 2 Morrone               |               |                  |
| Middleton, Polesello 8 | Rimbalzi   | 8 Johnson               |               |                  |
| Luigi Bergamaschi | Allenatori | Gianfranco Benvenuti    |               |                  |

| Arbitri: | ? |

|                            |            |                |
| Hurt 34                    | Punti      | 21 Scarnati    |
| Johnson, Morrone, Piazza 2 | Assist     |                |
| Hurt 10                    | Rimbalzi   | 14 Gnad        |
| Gianfranco Benvenuti       | Allenatori | Massimo Masini |

| Arbitri: | ? |

|                  |            |                      |
| Addison 24       | Punti      | 33 Johnson           |
| Addison, Diana 1 | Assist     | 3 Morrone            |
| Addison 7        | Rimbalzi   | 14 Hurt              |
| Edoardo Rusconi  | Allenatori | Gianfranco Benvenuti |

| Arbitri: | Tiziano Zancanella (Este) Marcello Reatto |

|                      |            |                 |
| Hurt, Johnson 21     | Punti      | 18 Solomon      |
| Piazza 3             | Assist     | 1 Solomon       |
| Hurt 18              | Rimbalzi   | 10 Del Cadia    |
| Gianfranco Benvenuti | Allenatori | Massimo Mangano |

| Arbitri: | ? |

|                  |            |                      |
| Boni 33          | Punti      | 19 Johnson           |
| McNealy 3        | Assist     | 2 Lot                |
| Landsberger 17   | Rimbalzi   | 20 Johnson           |
| Marcello Billeri | Allenatori | Gianfranco Benvenuti |

| Arbitri: | Alberto Grossi ? |

|                      |            |                     |
| Johnson 30           | Punti      | 35 Chomičius        |
| Cassì 2              | Assist     |                     |
| Hurt 12              | Rimbalzi   | 7 Hordges           |
| Gianfranco Benvenuti | Allenatori | Stefano Pillastrini |

| Arbitri: | ? |

|               |            |                      |
| Thompson 47   | Punti      | 27 Hurt              |
| Thompson 4    | Assist     | 3 Cassì              |
| Comegys 19    | Rimbalzi   | 15 Hurt              |
| Piero Millina | Allenatori | Gianfranco Benvenuti |

| Arbitri: | ? |

|                      |            |                |
| Johnson 26           | Punti      | 24 Pittman     |
| Lot 7                | Assist     | 2 Mazzoni      |
| Hurt, Johnson 10     | Rimbalzi   | 9 Pittman      |
| Gianfranco Benvenuti | Allenatori | Riccardo Sales |

| Arbitri: | Sergio Borroni (Milano) Giampaolo Cicoria |

|                     |            |                      |
| Alexis 25           | Punti      | 18 Hurt              |
| Guerrini 3          | Assist     | 2 Mannella           |
| Lampley 5           | Rimbalzi   | 17 Hurt              |
| Gianfranco Lombardi | Allenatori | Gianfranco Benvenuti |

| Arbitri: | ? |

|                      |            |               |
| Lot 19               | Punti      | 20 Morandotti |
| Lot 3                | Assist     |               |
| Johnson 13           | Rimbalzi   | 7 Schoene     |
| Gianfranco Benvenuti | Allenatori | Alberto Bucci |

| Arbitri: | ? |

|                      |            |                    |
| Johnson 24           | Punti      | 22 Tyler           |
| Piazza 3             | Assist     | 1 Sappleton        |
| Hurt 13              | Rimbalzi   | 9 Sappleton, Tyler |
| Gianfranco Benvenuti | Allenatori | Lamberto Calore    |

| Arbitri: | Stefano Penserini ? |

|               |            |                      |
| Brown 30      | Punti      | 20 G. Cassì, Johnson |
| Mastroianni 6 | Assist     | 2 Lot                |
| Brown 16      | Rimbalzi   | 9 Hurt, Johnson      |
| Andy Russo    | Allenatori | Gianfranco Benvenuti |

| Arbitri: | Sergio Borroni (Milano) ? |

|                      |            |                 |
| Hurt 28              | Punti      | 35 Rowan        |
| Piazza 3             | Assist     | 3 Crippa        |
| Johnson 16           | Rimbalzi   | 10 Jones        |
| Gianfranco Benvenuti | Allenatori | Cesare Pancotto |

| Arbitri: | ? |

|               |            |                      |
| Oscar 51      | Punti      | 27 Johnson           |
| Mastroianni 7 | Assist     | 1 Johnson, Piazza    |
| Gabba 9       | Rimbalzi   | 19 Hurt              |
| Tonino Zorzi  | Allenatori | Gianfranco Benvenuti |

#### Girone di ritorno
| Arbitri: | ? |

|                 |            |                      |
| Turner 33       | Punti      | 29 Hurt              |
| Turner, White 2 | Assist     | 3 Piazza             |
| White 12        | Rimbalzi   | 15 Johnson           |
| Giovanni Piccin | Allenatori | Gianfranco Benvenuti |

| Arbitri: | Marcello Reatto Mauro Pozzana |

|                              |            |                   |
| Johnson 24                   | Punti      | 22 Portaluppi     |
| Castellazzi, Hurt, Johnson 2 | Assist     |                   |
| Hurt, Johnson 9              | Rimbalzi   | 12 D. Vranes      |
| Gianfranco Benvenuti         | Allenatori | Luigi Bergamaschi |

| Arbitri: | Fabio Facchini ? |

|                |            |                         |
| Reid 34        | Punti      | 26 Hurt                 |
| Procaccini 4   | Assist     | 1 Hurt, Johnson, Piazza |
| Gnad 11        | Rimbalzi   | 14 Johnson              |
| Massimo Masini | Allenatori | Gianfranco Benvenuti    |

| Arbitri: | Stefano Penserini ? |

|                                        |            |                 |
| Cassì 17                               | Punti      | 33 Addison      |
| Castellazzi, Hurt, Johnson, Mannella 1 | Assist     | 1 Rolle         |
| Hurt 13                                | Rimbalzi   | 8 Rolle         |
| Gianfranco Benvenuti                   | Allenatori | Edoardo Rusconi |

| Arbitri: | ? |

|                     |            |                      |
| Solomon 24          | Punti      | 40 Hurt              |
| McKinney, Minelli 2 | Assist     | 3 Hurt               |
| Del Cadia 7         | Rimbalzi   | 16 Johnson           |
| Massimo Mangano     | Allenatori | Gianfranco Benvenuti |

| Arbitri: | ? |

|                      |            |                  |
| Hurt 28              | Punti      | 22 Boni, McNealy |
| Piazza 3             | Assist     | 2 Zatti          |
| Johnson 8            | Rimbalzi   | 8 Bucci          |
| Gianfranco Benvenuti | Allenatori | Marcello Billeri |

| Arbitri: | Pietro Pallonetto ? |

|                     |            |                      |
| Myers 25            | Punti      | 26 Cassì             |
| Myers 5             | Assist     |                      |
| Hordges 7           | Rimbalzi   | 8 Johnson            |
| Stefano Pillastrini | Allenatori | Gianfranco Benvenuti |

| Arbitri: | Mauro Pozzana ? |

|                      |            |               |
| Johnson 33           | Punti      | 33 Thompson   |
| Hurt, Lot 2          | Assist     | 2 Lardo       |
| Hurt 16              | Rimbalzi   | 9 Comegys     |
| Gianfranco Benvenuti | Allenatori | Piero Millina |

| Arbitri: | Tiziano Zancanella (Este) ? |

|                         |            |                                |
| Henry 24                | Punti      | 26 Johnson                     |
| Baldi, Henry, Plummer 2 | Assist     | 2 Castellazzi, Johnson, Piazza |
| Baldi, Henry 6          | Rimbalzi   | 15 Hurt                        |
| Riccardo Sales          | Allenatori | Gianfranco Benvenuti           |

| Arbitri: | ? |

|                      |            |                     |
| Hurt 35              | Punti      | 21 Alexis, Lampley  |
| Johnson 2            | Assist     |                     |
| 7 Alexis             | Rimbalzi   | Hurt 14             |
| Gianfranco Benvenuti | Allenatori | Gianfranco Lombardi |

| Arbitri: | ? |

|                       |            |                      |
| Moretti 25            | Punti      | 27 Johnson           |
| Morandotti, Moretti 2 | Assist     | 2 Lot                |
| Kempton 8             | Rimbalzi   | 14 Hurt              |
| Alberto Bucci         | Allenatori | Gianfranco Benvenuti |

| Arbitri: | ? |

|                 |            |                      |
| Sappleton 40    | Punti      | 20 Hurt              |
| Gattoni 6       | Assist     | 2 Hurt, Piazza       |
| Sappleton 11    | Rimbalzi   | 13 Hurt              |
| Lamberto Calore | Allenatori | Gianfranco Benvenuti |

| Arbitri: | ? |

|                       |            |               |
| Johnson 24            | Punti      | 24 Brown      |
| Cassì, Lot, Morrone 1 | Assist     | 1 Mastroianni |
| Johnson 15            | Rimbalzi   | 7 Brown       |
| Gianfranco Benvenuti  | Allenatori | Andy Russo    |

| Arbitri: | ? |

|                              |            |                      |
| Rowan 43                     | Punti      | 23 Johnson           |
| Capone, Crippa, Silvestrin 1 | Assist     | 1 Hurt               |
| Douglas 11                   | Rimbalzi   | 11 Hurt              |
| Cesare Pancotto              | Allenatori | Gianfranco Benvenuti |

| Trapani 3 aprile 1991 30ª giornata                                                                                          | Pall. Trapani | 113 – 115 (50-46) referto | Pall. Pavia | Palagranata |
| Johnson 30 Punti 49 Oscar Mannella , Morrone 2 Assist Hurt 12 Rimbalzi 14 Lock Gianfranco Benvenuti Allenatori Tonino Zorzi |               |                           |             |             |
| |               |                           |             |             |
| Johnson 30 | Punti         | 49 Oscar                  |             |             |
| Mannella, Morrone 2 | Assist        |                           |             |             |
| Hurt 12 | Rimbalzi      | 14 Lock                   |             |             |
| Gianfranco Benvenuti | Allenatori    | Tonino Zorzi              |             |             |

#### Play-out

##### Girone Giallo

###### Girone di andata
| Arbitri: | Sergio Borroni (Milano) ? |

|                      |            |                      |
| Hurt 36              | Punti      | 35 Rowan             |
| Morrone 2            | Assist     | 2 Crippa, Silvestrin |
| Johnson 13           | Rimbalzi   | 9 Douglas            |
| Gianfranco Benvenuti | Allenatori | Cesare Pancotto      |

| Arbitri: | Giampaolo Cicoria ? |

|                    |            |                      |
| McAdoo 35          | Punti      | 35 Johnson           |
| McAdoo, Mentasti 2 | Assist     | 3 Lot                |
| McAdoo 9           | Rimbalzi   | 13 Hurt              |
| Virginio Bernardi  | Allenatori | Gianfranco Benvenuti |

| Arbitro: | Roberto Pasetto (Firenze) |

|                      |            |                 |
| Johnson 31           | Punti      | 31 Young        |
| Lot 1                | Assist     | 2 Young         |
| Johnson 26           | Rimbalzi   | 13 Garrett      |
| Gianfranco Benvenuti | Allenatori | Carlo Recalcati |

| Arbitri: | ? |

|                      |            |                                      |
| Johnson 28           | Punti      | 25 Israel                            |
| Hurt 2               | Assist     | 1 Minelli, Solfrini, Solomon, Talevi |
| Johnson 10           | Rimbalzi   | 11 Israel                            |
| Gianfranco Benvenuti | Allenatori | Massimo Mangano                      |

| Arbitri: | ? |

|                  |            |                      |
| Boni 33          | Punti      | 25 Johnson           |
| McNealy, Zatti 5 | Assist     | 1 Cassì, Lot         |
| Landsberger 12   | Rimbalzi   | 15 Hurt              |
| Marcello Billeri | Allenatori | Gianfranco Benvenuti |

###### Girone di ritorno
| Arbitri: | Alberto Grossi ? |

|                      |            |                      |
| Rowan 44             | Punti      | 28 Hurt              |
| Crippa, Silvestrin 1 | Assist     |                      |
| Douglas 7            | Rimbalzi   | 12 Hurt              |
| Cesare Pancotto      | Allenatori | Gianfranco Benvenuti |

| Arbitri: | ? |

|                      |            |                   |
| Hurt 37              | Punti      | 30 McAdoo         |
| Cassì 1              | Assist     | 3 Bonamico        |
| Hurt 15              | Rimbalzi   | 8 McAdoo          |
| Gianfranco Benvenuti | Allenatori | Virginio Bernardi |

| Arbitri: | Pietro Pallonetto ? |

|                 |            |                      |
| Young 32        | Punti      | 25 Cassì, Hurt       |
| Bullara 2       | Assist     | 1 Cassì, Morrone     |
| Garrett 12      | Rimbalzi   | 16 Hurt              |
| Carlo Recalcati | Allenatori | Gianfranco Benvenuti |

| Arbitri: | Marcello Reatto Mauro Pozzana |

|                    |            |                              |
| Solfrini 32        | Punti      | 20 Johnson                   |
| Solomon, Minelli 3 | Assist     | 1 Castellazzi, Hurt, Morrone |
| Minelli 11         | Rimbalzi   | 14 Hurt                      |
| Massimo Mangano    | Allenatori | Gianfranco Benvenuti         |

| Arbitri: | ? |

|                      |            |                  |
| Hurt 25              | Punti      | 20 Boni          |
| Cassì 3              | Assist     |                  |
| Hurt 12              | Rimbalzi   | 14 Landsberger   |
| Gianfranco Benvenuti | Allenatori | Marcello Billeri |

### Coppa Italia

#### Sedicesimi di finale
| Arbitri: | ? |

|                      |            |                 |
| Gianfranco Benvenuti | Allenatori | Sergio Scariolo |

| Arbitri: | ? |

|                 |            |                      |
| Sergio Scariolo | Allenatori | Gianfranco Benvenuti |

## Statistiche dei giocatori
| Nome                | Pun  | G  |
| ------------------- | ---- | -- |
| Bobby Lee Hurt      | 947  | 40 |
| Reggie Johnson      | 881  | 40 |
| Giuseppe Cassì      | 437  | 40 |
| Davide Lot          | 371  | 39 |
| Mario Piazza        | 355  | 40 |
| Francesco Mannella  | 171  | 39 |
| Fabio Morrone       | 151  | 26 |
| Claudio Castellazzi | 132  | 37 |
| Sergio Zucchi       | 63   | 27 |
| Marco Martin        | 59   | 31 |
| Manlio Fundarò      | 2    | 4  |
| Salvatore Scirè     | 0    | 0  |
| Totali stagionali   | 3410 | 40 |